# Waki (Yamaguchi)
Waki (jap. 和木町 Waki-chō) – miasto w Japonii, na wyspie Honsiu, w prefekturze Yamaguchi. Według danych na rok 2020 miejscowość zamieszkiwało 6 034 mieszkańców , a gęstość zaludnienia wyniosła 570,3 os./km².